# Deluderti
Deluderti è il quarto album in studio della cantautrice italiana Maria Antonietta, pubblicato nel 2018.

## Tracce
1. Deluderti – 3:20
2. Cara ombra – 3:15
3. Vergine – 3:02
4. Pesci – 3:55
5. Stomaco – 3:23
6. Oceani – 2:45
7. Cara – 2:37
8. Abitudini – 3:25
9. E invece niente – 3:08